# Bust-a-Move Millennium
 (décembre 2018).
Si vous disposez d'ouvrages ou d'articles de référence ou si vous connaissez des sites web de qualité traitant du thème abordé ici, merci de compléter l'article en donnant les références utiles à sa vérifiabilité et en les liant à la section « Notes et références ».
Bust-a-Move Millennium est un jeu vidéo de puzzle développé et édité par Taito en 2000 sur Game Boy Color.
Il fait partie de la série Puzzle Bobble.